# Роберт Мајлс
Роберто Кончина (итал. Roberto Concina; 3. новембар 1969 — 9. мај 2017), познатији као Роберт Мајлс (итал. Robert Miles, био је италијански музичар, ди-џеј и композитор. Радио је различите стилове електронске музике, а један је од оснивача жанра дрим хаус. Претпоставља се да је преминуо након борбе против рака.

## Биографија
Од детињства Мајлс је био везан за музику. Године 1994. урадио је најпознатију композицију Children, а овај хит је био на челу музичких ранг листа у многим земљама. Имао је платинасти тираж у Великој Британији и Немачкој.
Следећи успешан сингл је Fable (вокал Ферала Кунин). Деби албум Dreamland, објављен 7. јуна 1996, био је веома успешан у Европи, а неколико дана касније у Сједињеним Америчким Државама је добио проширену верзију, која укључује песму One and One (вокал Марија Најлер). Ова песма је објављена и као сингл у САД и Великој Британији.
Албум Organik пуштен је у продају 2001. и разликује се доста од претходног стила његове музике. Настао је у сарадњи са музичарима као што су Бил Ласвел и Трилок Гурту.
Крајем 2003, Мајлс се преселио у Лос Анђелес и основао сопствену издавачку кућу S: alt Records. Године 2011. је објавио албум Th1rt3en.

## Дискографија

### Студијски албуми
- Dreamland (1996)
- 23am (1997)
- Organik (2001)
- Miles Gurtu (2004)
- Thirteen (2011)